# Antens kyrka
Antens kyrka, tidigare Antens kapell, är en kyrkobyggnad 15 kilometer nordväst om Alingsås. Kyrkan tillhör Bjärke församling i Skara stift och hette tidigare Antens kapell.

## Insamling och kyrkobygge
I början av 1900-talet fanns ett behov av en kyrka på västra sidan av sjön Anten och kyrkoherden Waldemar Bergstrand i Långareds pastorat tog initiativet till en insamling tillsammans med kollegan Erik Almén vid Östad Barnhus (Östads säteri) och lantbrukaren Wiktor Andersson i Elfviken. Insamlingen startade år 1913 och skedde bland gårdarna runt sjön. Marken där kyrkan byggdes uppläts av Thore Alströmer på Östad och Wiktor Andersson i Elfviken och ligger vid den gamla offerplatsen Hednaliderna. Kyrkan låg då i Östads församling och kyrkogården i Långareds församling.

## Kyrkobyggnaden
Kapellet uppfördes 1914–1915 efter ritningar av arkitekt Johan Jarlén, vilken utförde dessa kostnadsfritt. Invigning, under närvaro av biskop Edvard Herman Rodhe i Göteborgs stift och biskop Hjalmar Danell i Skara stift, skedde på midsommardagen 1915. Kyrkan är rektangulär och orienterad i öster – väster med ingången på västra gaveln. Byggnaden, som vilar på en sockel av natursten, har en stomme av tegel och ett sadeltak belagt med lertegel.
En invändig renovering genomfördes 1990 efter program av arkitekt Lennart Bergqvist då en toalett installerades i vapenhusets södra del. Ytterdörren gjordes utåtgående i stället för inåtgående och ett nytt smidesräcke utanför ytterdörren tillverkades av Arne Skoglund. En utvändig renovering genomfördes år 2000 efter förslag av arkitekt Kurt Nyberg. Strävpelare och tegel ovan grund var fuktskadade. Fasadernas naturstenen byttes ut och taket lades om med ny plåt. Tornet som lutade nästan en decimeter justerades. Ny dränering tillkom. Kyrkan renoverades återigen år 2010.

## Antens kyrkostiftelse
Kyrkokommittén, som organiserat bygget, arbetade vidare under namnet Antens kyrkostiftelse och verkade under överinseende av Svenska kyrkans diakonistyrelse. Predikningarna hölls varannan vecka av prästen i Långared och varannan vecka av prästen i Östad. Kyrkostiftelsen var verksam till och med 1977, då kyrkan och kyrkogården skänktes till Långareds församling.

## Inventarier
- Altaruppsatsen från 1917 består av en kopia av Thorvaldsens Kristus.[2] Denna är numera ersatt av en ny altartavla utförd av Erland Forsberg och ett altarbord tillverkat av Petterssons snickeri i Stora Mellby.[4]
- Två extra ljuslampetter och mindre ljuskronor, tillverkade av Fongs Gelbgjuteri i Gränna, sattes upp hösten 2011.[4]

### Orgel
Huvudinstrument är en digitalorgel, en Viscount Chorum S40, som installerade i november 2021 och invigdes i mars 2022. Den föregicks av en digitalorgel från Johannus, införskaffad i september 2003 och före det av en piporgel med fem stämmor och en manual, byggd av Liareds orgelbyggeri och installerad 1964.

## Bilder

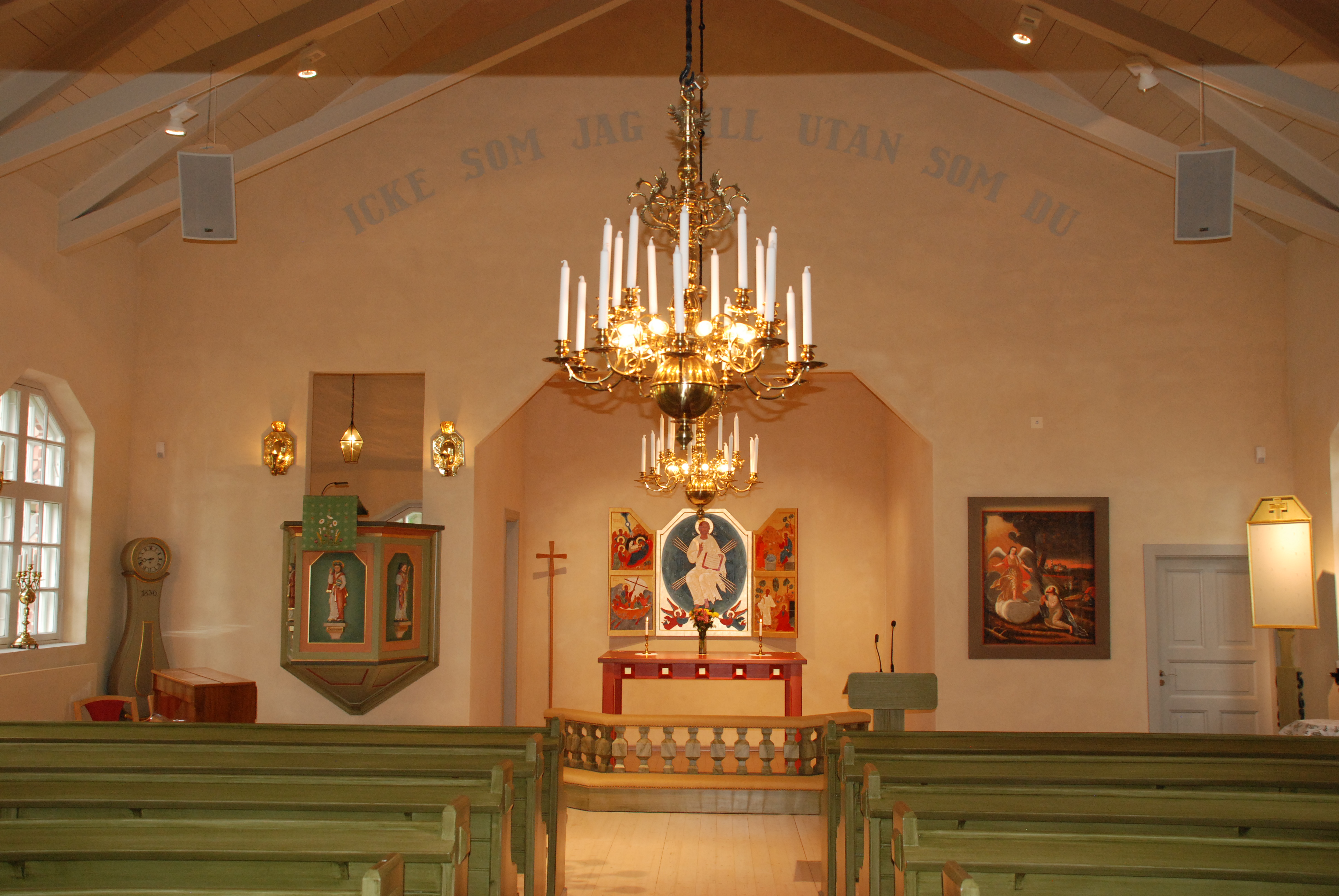
Kyrkorummet.
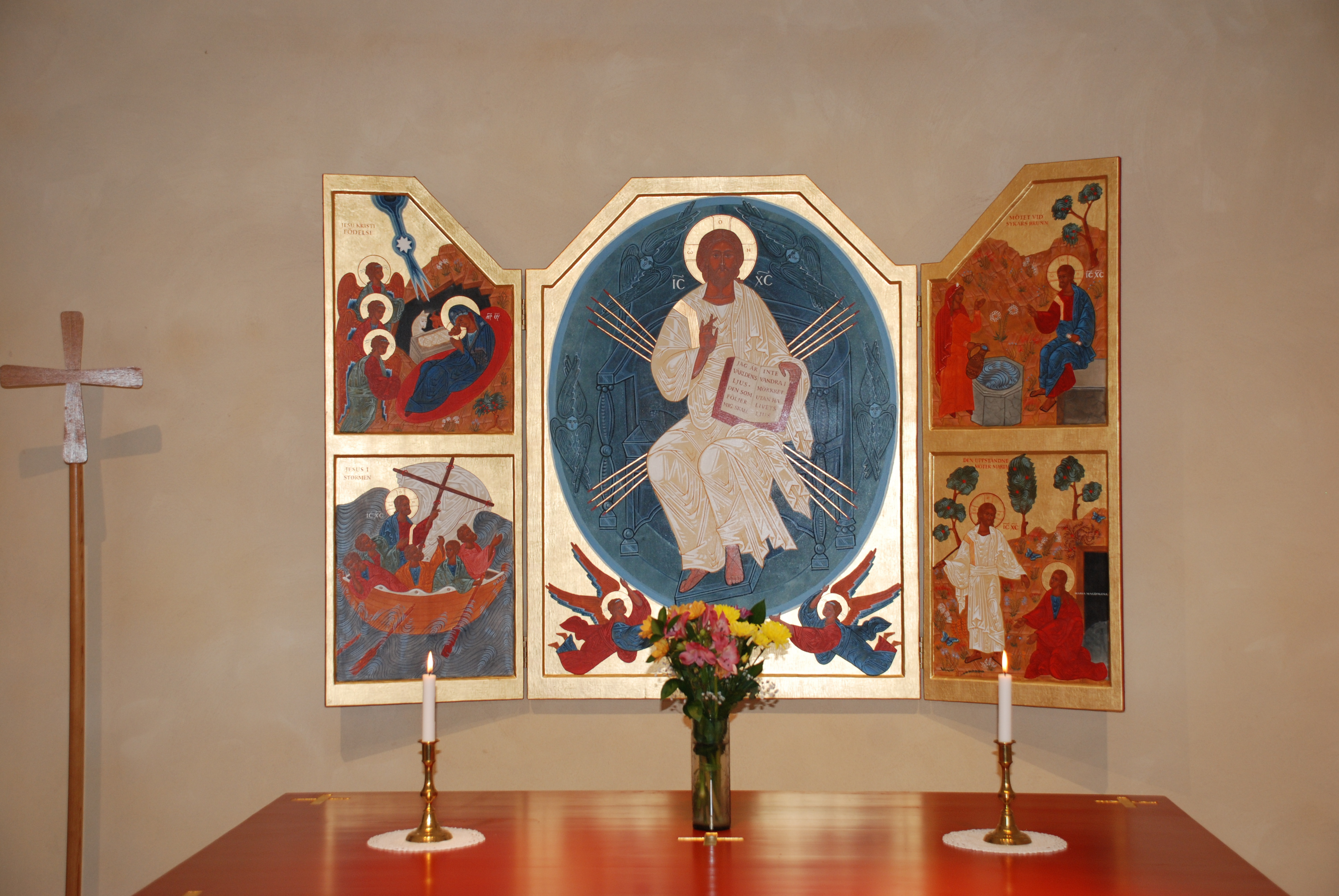
Altartavlan.
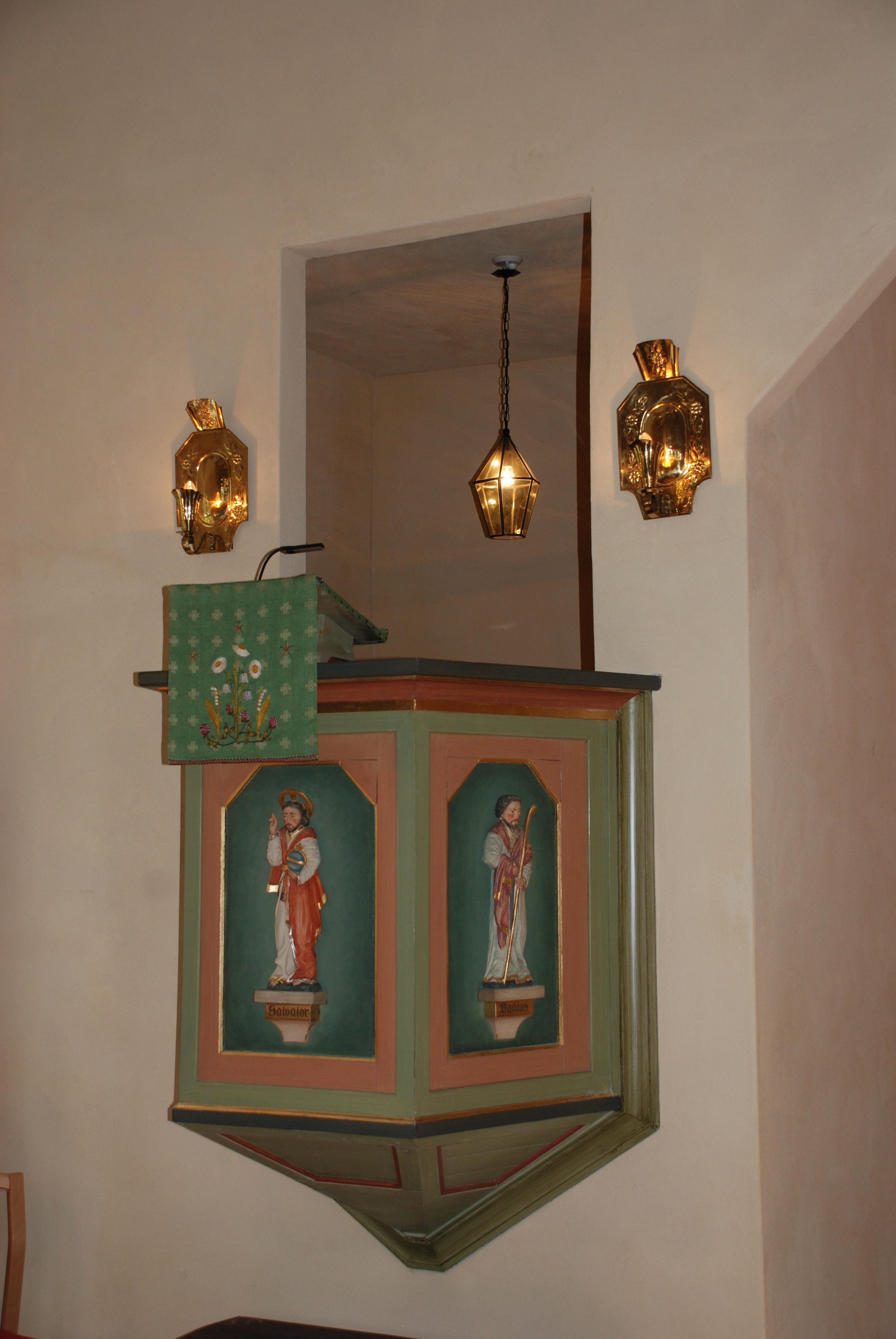
Predikstolen.
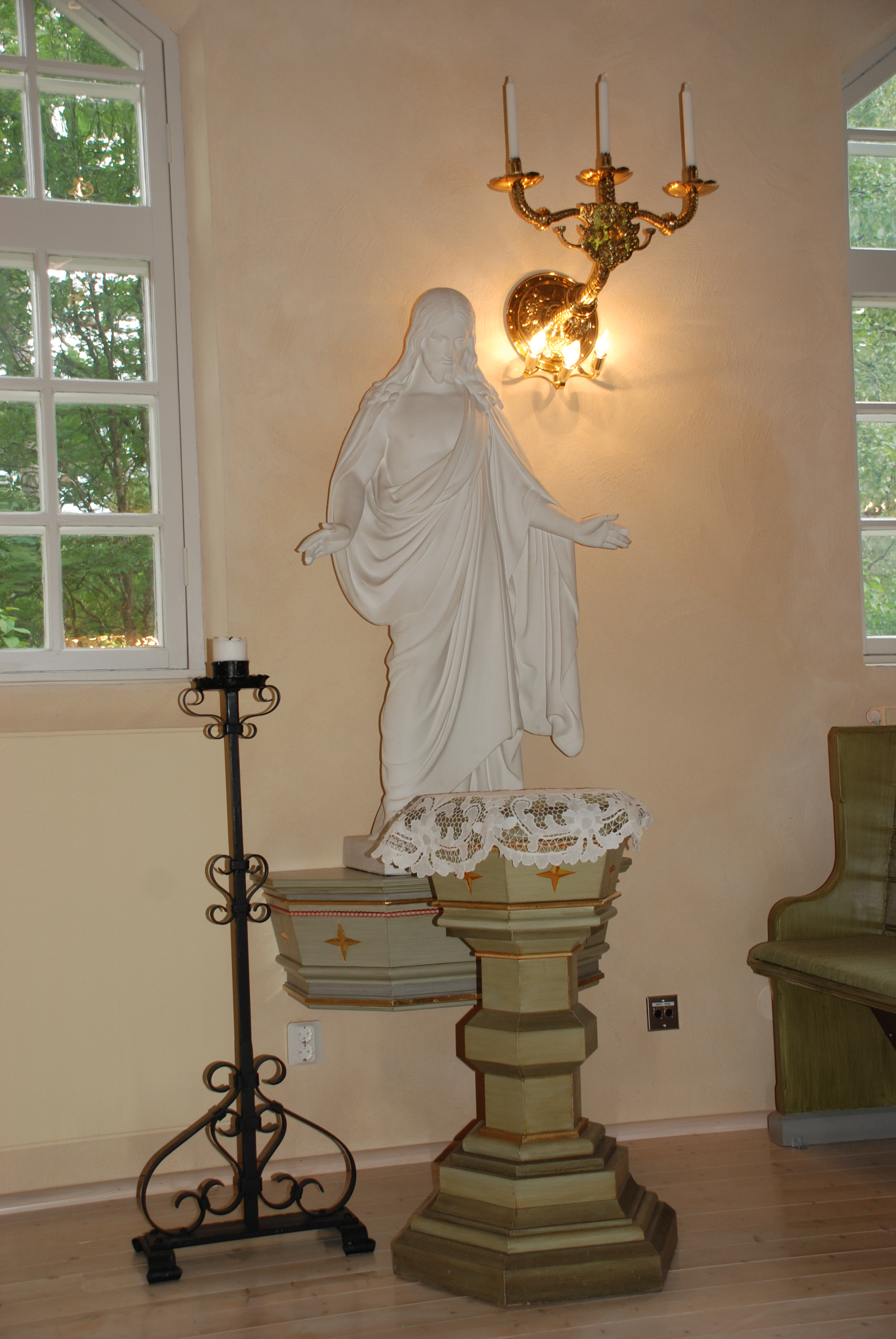
Dopfunten.